# Adam in Eva
Adam in Eva sta bila v skladu z mitom o stvarjenju abrahamskih religij  prva moški in ženska. To je osrednjega pomena za prepričanje, da je človeštvo v bistvu ena družina, saj vsi izvirajo iz enega para prvotnih prednikov. Prav tako daje osnovo za doktrino o padcu človeka in izvirnem grehu, ki je pomembno prepričanje v krščanstvu, čeprav jih ne poznajo judovstvo ali islam.
V 1. Mojzesovi knjigi (Geneza) hebrejske Biblije v poglavjih od ena do pet obstajata dve pripovedi o stvarjenju z dvema različnima perspektivama. V prvem Adam in Eva nista imenovana. Namesto tega je Bog ustvaril človeštvo po Božji podobi in mu naročil, naj se množijo in so skrbniki vsega drugega, kar je Bog ustvaril. V drugi pripovedi Bog iz prahu oblikuje Adama in ga postavi v rajski vrt. Adamu reče, da lahko je z vseh dreves na vrtu, razen z drevesa spoznanja dobrega in zla. Nato je Eva iz enega od Adamovih reber ustvarjena za njegovo spremljevalko. Sta nedolžna in nerodna glede svoje golote. Vendar kača zavede Evo, da je jedla sadje s prepovedanega drevesa in nekaj sadja podari Adamu. To dejanje jima da dodatno znanje, vendar jima omogoča, da pričara negativne in uničujoče koncepte, kot sta sram in zlo. Bog pozneje prekolne kačo in tla. Bog ženski in moškem preroško pove, kakšne bodo posledice njunega greha, če ne bosta ubogala Boga. Potem ju izžene iz rajskega vrta.
Mit je bil v poznejših abrahamskih tradicijah temeljito razvit in so ga sodobni bibličarji v veliki meri analizirali. Interpretacije in prepričanja glede Adama in Eve ter zgodbe, ki se vrtijo okoli njiju, se med različnimi religijami in sektami razlikujejo; na primer islamska različica zgodbe trdi, da sta bila Adam in Eva enako odgovorna za svoje grehe ponižnosti, namesto da bi bila Eva prva, ki je bila nezvesta. Zgodba o Adamu in Evi je pogosto upodobljena v umetnosti in je pomembno vplivala na literaturo in poezijo.
Zgodba o padcu Adama se pogosto šteje za alegorijo. Ugotovitve v populacijski genetiki, zlasti tiste v zvezi z Y-kromosomskim Adamom in mitohondrijsko Evo, kažejo, da niti enega para »Adam in Eva« nikoli ni bilo.

## Hebrejska biblijska pripoved
Uvodna poglavja knjige Geneze ponujajo mitsko zgodovino vdora zla v svet. Bog postavi prvega moškega in žensko (Adama in Evo) v njegov rajski vrt, od koder sta pregnana; sledi prvi umor in božja odločitev, da uniči svet in reši samo pravičnega Noeta in njegove sinove; potem se iz njih spusti novo človeštvo in se razširi po vsem svetu, toda čeprav je novi svet tako grešen kot stari, je Bog sklenil, da ne bo več nikoli uničil sveta s poplavo in Zgodovina se konča s Terah, Abrahamovim očetom, iz katerega bodo potomci Božjega izbranega ljudstva, Izraelci. Niti Adam niti Eva nista drugje omenjena v hebrejskih spisih, kar kaže na to, da čeprav ima njuna zgodba prednost pred judovsko zgodbo, ima le malo skupnega z njo. 

### Pripoved o stvarjenju
Adam in Eva sta prvi biblijski moški in prva ženska. Adamovo ime se prvič pojavi v 1. Mojzesovi knjigi s skupnim pomenom, kot 'človeštvo'; nato v 1. Mojzesovi knjigi 2-3 vsebuje določen člen ha, kar pomeni, da je to 'človek'. V teh poglavjih Bog oblikuje človeka (ha adam) z zemlje (adamah), mu vdahne življenje v nosnice in ga postavi za skrbnika stvarstva. Bog nato človeku ustvari ezer kenegdo, 'njemu ustreznega pomočnika', s strani ali rebra. Beseda 'rebro' je v sumerskem jeziku besedna igra, saj beseda ti" pomeni 'rebro' in 'življenje'. Imenujejo jo ishsha, 'ženska', ker je, kot piše v besedilu, oblikovana iz ish, 'moški'. Moški jo sprejme z veseljem in bralcu rečejo, da bo od tega trenutka moški pustil starše, da se bo »prijel« ženske, ki bosta postali eno telo.

### Padec
Prvi moški in ženska sta v božjem rajskem vrtu, kjer je vse stvarstvo vegetarijansko in ni nasilja. Jesti smeta iz vseh dreves, razen enega, drevesa spoznanja dobrega in zla. Ženo kača prepričuje, da bi pojedla prepovedano sadje in nekaj dala pojesti moškemu. (V nasprotju s priljubljenim mitom ne moti moškega, ki je bil videti navzoč pri srečanju s kačo). Bog prekolne vse tri, moškega z dosmrtnim trdim delom, ki mu sledi smrt, žensko s porodno bolečino in podrejenost svojemu možu, kačo pa naj se plazi po trebuhu in trpi sovraštvo moškega in ženske. Nato Bog obleče goloto moškega in ženske, ki sta postala podobna spoznanju dobrega in zla, nato pa ju prežene z vrta, da ne bi jedla plodov drugega drevesa, drevesa življenja in živela večno.

### Izgon iz Edena
Zgodba se nadaljuje v 1. Mojzesovi knjigi s pripovedjo o »izgonu iz Edna«. Analiza forme iz 1. Mojzesove knjige razkriva, da lahko ta del zgodbe označimo kot prispodobo ali 'modro pravljico' v modni tradiciji. Poetični naslovi poglavja spadajo v špekulativno vrsto modrosti, ki dvomi o paradoksih in surovi življenjski resničnosti. Ta karakterizacija je odvisna od oblike pripovedi, nastavitev in zapleta. Oblika Geneze 3 je oblikovana tudi z njenim besediščem, pri čemer so uporabljene različne besedne igre in dvojni igralci. [12]
Izgon iz Edna se začne z dialogom med ženo in kačo [13], ki je bila v 1 Mz 3,1 opredeljena kot žival, ki je bila bolj spretna kot katera koli druga žival, ki jo je ustvaril Bog, čeprav Geneza kače ne identificira s Satanom. Ženska je pripravljena govoriti s kačo in se odzvati cinizmu bitja s ponavljanjem božje prepovedi jesti sadje z drevesa spoznanja (1 Mz 2,17). Ženo zvabijo v dialog pod kačjimi pogoji, ki neposredno izpodbija Božjo zapoved. Kača ženski zagotavlja, da ji Bog ne bo dopustil, da bi umrla, če bi jedla sadje, poleg tega pa bi se ji, če bi jedla sadje, 'odprle oči' in bi bila »kot Bog, ki pozna dobro in zlo« 1. Mz 3,5). Ženska vidi, da so plodovi drevesa spoznanja lepi za oči in da bi bilo zaželeno pridobiti modrost z uživanjem sadja. Ženska poje sadje in nekaj da moškemu (1 Mz 3,6). S tem moški in ženska prepoznata svojo nagoto in si naredita zaščito iz figovih listov (1 Mz 3,7).
V naslednjem pripovednem dialogu Bog dvomi v moškega in žensko (1 Mz 3,8–13), in Bog začne dialog tako, da moškega pokliče z retoričnim vprašanjem, namenjenim razmisleku o njegovi nepravičnosti. Moški razloži, da se je v strahu skril na vrtu, ker je spoznal lastno goloto (1 Mz 3,10). Nato sledita še dve retorični vprašanji, namenjeni prikazovanju zavedanja o kljubovanju Božji zapovedi. Nato moški na žensko opozori kot na resnično storilko in nakazuje, da je za tragedijo odgovoren Bog, ker mu je ženo dal Bog (1 Mz 3,12). Bog izzove žensko, da razloži in krivdo preloži na kačo (1 Mz 3,13).
Nato se izrečejo božje izreke treh sodb proti vsem krivcem, 1Mz 3,14–19.  Sodni prerok in narava zločina se najprej položijo na kačo, nato na žensko in na koncu na moškega. Na kačo Bog položi božje prekletstvo. Ženska prejme kazen, ki vpliva nanjo v dveh glavnih vlogah: med porodom bo doživljala bolečine in bolečine medtem ko bo želela svojega moža, ki bo vladal nad njo. Posledica človekove kazni je, da Bog prekolne zemljo, s katere je prišel in nato dobi prerokbo o smrti, čeprav človek v besedilu ni opisan kot nesmrten. Kot bi odrezal, v besedilu 1 Mz 3,20 moški žensko poimenuje 'Eva' (heb. hawwah), »ker je bila mati vseh živih«. Bog izdela kožna oblačila za Adama in Evo (1 Mz 3,20).
Hiasmova struktura prerokbe o smrti, ki jo je Adam dobil v 1 Mz 3,19, je povezava med človekovim stvarjenjem iz 'prahu' (1 Mz 2,7) do 'vrnitve' v njegove začetkov: »iz njej ste bili z nje vzeti, saj ste prah in v prah se boste vrnili«. 
Zapis o vrtu se konča z božjim monologom, ki določa izgon para in izvedbo tega premisleka (1 Mz 3,22–24).  Razlog za izgon je bil preprečiti človeku, da bi jedel z drevesa življenja in postal nesmrten: »Glejte, človek je postal kakor eden izmed nas, saj pozna dobro in húdo. Da ne bo zdaj iztegnil roke in vzel še z drevesa življenja ter jedel in živel na veke!« (1 Mz 3,22). Bog izžene Adama in Evo z vrta in namesti kerube (nadnaravna bitja, ki zagotavljajo zaščito ) in »meč, iz katerega je švigal ogenj«, ki je varoval vhod.

### Potomci
1 Mz 4 pripoveduje o življenju zunaj vrta, vključno z rojstvom prvih otrok Adama in Eve, Kajna in Abla ter zgodbo o prvem umoru. Adamu in Evi se rodi tretji sin, Set, Adam pa je imel »druge sinove in hčere« (1 Mz 5,4). V 1. Mojzesovi knjigi so našteti Adamovi potomci od Seta do Noeta s starostjo ob rojstvu njihovih prvih sinov in starostjo ob smrti. Adamova starost ob smrti je 930 let. Glede na Jubilejno knjigo se je Kajn poročil s svojo sestro Avan, hčerko Adama in Eve.
== Zgodovina besedil
Prvotna zgodovina tvori uvodna poglavja Tore, pet knjig, ki sestavljajo zgodovino izraelskega izvora. To je v 5. stoletju pr. n. št. doseglo nekaj takega, kot je bilo v sedanji obliki, toda [[bibl|1 Mz 1–11}} kaže malo povezanosti s preostankom Biblije: na primer imena njenih likov in zemljepis - Adam (človek) in Eva (življenje), dežela Nod ('potepanje') in tako naprej - prej so simbolični kot resnični, in skoraj nobene osebe, krajev in zgodb, omenjenih v njej, nikjer drugje ne srečajo. To je vodilo učenjake do domneve, da Zgodovina tvori pozno sestavo, pritrjeno na Genezo in Petoknjižje (tora), ki bo služila kot uvod.  Kako pozno je predmet razprave: na eni strani so tisti, ki ga vidijo kot produkt helenističnega obdobja, v tem primeru ne more biti prej kot v prvih desetletjih 4. stoletja pred našim štetjem; na drugi strani nekateri učenjaki, zlasti John Van Seters, so vir Jahvist datirali v izgnansko pred perzijsko obdobje (6. stoletje pr. n. št.) ravno zato, ker prvotna zgodovina vsebuje toliko babilonskega vpliva v obliki mita.  Prvotna zgodovina se opira na dva različna 'vira', duhovniški vir in tisto, čemur se včasih reče 'jahvistični vir', včasih pa preprosto 'ne-duhovniški'; za namen razprave o Adamu in Evi v Knjigi Geneze lahko izraza 'ne-duhovniški' in 'jahvistični' štejemo za zamenljiva.

## Abrahamska tradicija

### Judaizem
Tudi v starodavnem judovstvu je bilo priznano, da obstajata dva različna razloga za stvarjenje človeka. V prvem poročilu piše »moški in ženska [Bog] ju je ustvaril«, kar pomeni hkratno stvarjenje, v drugem pa je zapisano, da je Bog ustvaril Evo po Adamovem stvarjenju. Midrash Rabbah - Geneza VIII: 1 je oba uskladila z izjavo, da Geneza ena, »moškega in žensko jih je ustvaril« kaže, da je Bog prvotno ustvaril Adama kot hermafrodita, telesno in duhovno moškega in žensko, preden je ustvaril ločeni bitji Adama in Eve. Drugi rabini so predlagali, da sta bili Eve in ženska iz prvega poročila dve ločeni osebi, prva je bila identificirana kot Lilit, lik, ki je bil drugje opisan kot nočni demon.
Po tradicionalnem judovskem verovanju sta Adam in Eva pokopana v jami Mačpelah v Hebronu.
V 1 Mz 2,7 »GOSPOD Bog je iz zemeljskega prahu Hebr. ´adamáh. izoblikoval človeka, Hebr. ´adám v njegove nosnice je dahnil življenjski dih in tako je človek postal živa duša nefesh hayya«, v smislu telesnega, sposobnega za življenje; koncept 'duše' v sodobnem pomenu v hebrejski misli ni obstajal do okoli 2. stoletja pred našim štetjem, ko je ideja o telesnem vstajenju postala priljubljena.

### Krščanstvo
Nekateri zgodnji očetje krščanske cerkve so Evo obsodili za Padec človeka in vse naslednje ženske so postale prve grešnice, ker je Eva premamila Adama, da je prekršil tabu. »Vi ste hudičeva vrata«, je Tertulijan rekel svojim bralkam in nadaljeval z razlago, da so odgovorne za Kristusovo smrt: »Zaradi vašega dezerterstva [tj. kazni za greh, to je smrt], je moral celo Sin Bog umreti«.[37] Leta 1486 sta dominikanca Kramer in Sprengler s podobnimi traktati v Malleus Maleficarum ('Kladivo čarovnic') upravičila preganjanje čarovnic.
V srednjeveški krščanski umetnosti je bila edenska kača pogosto upodobljena kot ženska (pogosto jo označujejo kot Lilit), s čimer je poudarjala zapeljivost kače in njen odnos do Eve. Več zgodnjih cerkvenih očetov, vključno Klemen Aleksandrijski in Evzebij Cezarejski, je hebrejsko Heva razlagalo ne samo kot ime Eve, temveč v svoji težji obliki kot 'ženska kača'.
Na podlagi krščanskega nauka o Padcu človeka je prišel nauk o izvirnem grehu. Sveti Avguštin iz Hipona (354–430) je v sodelovanju z latinskim prevodom poslanice Rimljanom apostola Pavla razlagal tako, da je rekel, da je Adamov greh deden: »Smrt je zaradi Adama prešla [na vse ljudi] , [v katerem] so vsi grešili« (Rim 5,12). Izvirni greh je postal pojem, da se človek rodi v stanju grešnosti in mora čakati na odrešitev. Ta doktrina je postala temelj zahodnokrščanske teološke tradicije, vendar je ne delijo niti judovstvo niti pravoslavne cerkve.
Skozi stoletja se je iz teh naukov razvil sistem edinstvenih krščanskih verovanj. Krst se je v mnogih cerkvah razumel kot izmitje madežev dednega greha, čeprav je bila njegova prvotna simbolika očitno ponovno rojstvo. Poleg tega je bila kača, ki je zamikala Evo, razlagana kot Satan, ali da je Satan uporabljal kačo kot ustnik, čeprav v Tori ni omenjene identifikacije in ne v judovstvu.

### Gnostične tradicije
Gnostično krščanstvo je o Adamu in Evi razpravljalo v dveh znanih ohranjenih besedilih in sicer v Adamovi apokalipsi, najdeni v dokumentih v Nag Hammadi in o Adamovi oporoki. Ustvarjanje Adama kot protoantropa, prvotnega človeka, je osrednji koncept teh spisov.
Druga gnostična tradicija je trdila, da sta bila Adam in Eva ustvarjena, da bi pomagala premagati Satana. Kačo, namesto da bi jo identificirali s Satanom, Ofiti vidijo kot junaka. Spet drugi gnostiki so verjeli, da je Satanov padec prišel po ustvarjanju človeštva. Tako kot v islamski tradiciji tudi ta zgodba pravi, da se je Satan zaradi ponosa zavrnil poklon Adamu. Satan je dejal, da je bil Adam slabši od njega, saj je bil iz ognja, medtem ko je bil Adam iz gline. Ta zavrnitev je privedla do Satanovega padca, zabeleženega v delih, kot je Knjiga preroka Henoha.

### Islam
V islamu muslimani s spoštovanjem gledajo na Adama (Ādam; arabsko: آدم), katerega vloga je oče človeštva. Eva (Ḥawwāʼ; arabščina: حواء) je 'mati človeštva'. Ustvarjanje Adama in Eve je omenjeno v Koranu, čeprav imajo različni razlagalci korana različne poglede na dejansko zgodbo stvarjenja (Qurʼan, Surat al-Nisaʼ, 1. vrstica).
V tefsirju al-Qummija na rajskem vrtu tak kraj ni bil povsem zemeljski. Po Koranu sta Adam in Eva v nebeškem Ednu jedla prepovedano sadje. Zaradi tega sta bila oba poslana na Zemljo kot božja predstavnika. Vsaka oseba je bila poslana na gorski vrh: Adam na al-Safi in Eva na al-Marwah. V tej islamski tradiciji je Adam jokal 40 dni, dokler se ni pokesal, nato pa je Bog poslal Črni kamen in ga naučil hadža. Po preroškem hadisu sta se Adam in Eva znova združila na ravnici ʻArafat blizu Meke. Skupaj sta se jima rodila dva sinova, Qabil in Habil. Obstaja tudi legenda o mlajšem sinu po imenu Rocail, ki je ustvaril palačo in grob z avtonomnimi kipi, ki so živeli življenje moških tako realistično, da so jih zamenjali z dušami.
Koncept 'izvirnega greha' v islamu ne obstaja, ker je po njegovem Adamu in Evi Bog odpustil. Ko Bog ukaže angelom, naj se priklonijo Adamu, se je Iblī vprašal: »Zakaj naj se priklonim človeku? Jaz sem iz čistega ognja in on je iz zemlje«. Liberalna gibanja znotraj islama so na božje zapovedovanje angelov, naj se poklonijo pred Adamom, gledala kot na vzvišenost človeštva in kot sredstvo za podporo človekovim pravicam; drugi na to gledajo kot na to, da Adamu pokažejo, da bo največji sovražnik ljudi na zemlji njihov ego.
Eva je v svahilijski literaturi jedla s prepovedanega drevesa in bila tako izgnala, potem ko jo je Iblis zamikal. Potem Adam junaško je iz prepovedanega sadja, da bi sledil Evi in jo zaščitil na zemlji. 

## Historičnost
Medtem ko je bilo tradicionalno stališče, da je 1. Mojzesovo knjigo Geneze napisal Mojzes in je veljala za zgodovinsko in metaforično, sodobni učenjaki menijo, da je pripoved o nastanku Geneze eden izmed različnih mitov o starodavnem izvoru.
Analiza, kot je dokumentarna hipoteza, tudi kaže, da je besedilo rezultat zbiranja več prejšnjih tradicij in pojasnjuje očitna protislovja. Na druge zgodbe iste kanonske knjige, kot je pripoved o poplavi Geneza, se razume tudi, da so nanje vplivale starejše literature, z vzporednicami v starejšem Epu o Gilgamešu.
Z znanstvenim razvojem v paleontologiji, geologiji, biologiji in drugih disciplinah je bilo ugotovljeno, da imajo ljudje in vsa druga živa bitja istega skupnega prednika, ki se je skozi milijarde let razvijal skozi naravne procese, da so oblikovali življenje, ki ga vidimo danes.
V biologiji najnovejše pogoste prednike, če jih izsledimo z uporabo Y-kromosoma za moško in mitohondrijsko DNA za žensko linijo, običajno imenujemo Y-kromosomski Adam oziroma Mitohondrijska Eva. Ti ne odpustijo niti enega para v istem obdobju, tudi če bi si imena izposodili od Tanaha.

## Umetnost in literatura
Izgubljeni raj Johna Miltona, znana epska pesnitev iz 17. stoletja, napisana v blankverzih, zelo podrobno raziskuje in podrobno opisuje zgodbo o Adamu in Evi. V nasprotju z biblijskim Adamom nadangel Mihael Miltonovemu Adamu, preden zapusti raj, da pogled na prihodnost človeštva.
Mark Twain je za Adama in Evo napisal šaljive in satirične dnevnike tako v Evinem dnevniku (1906) kot v Zasebnem življenju Adama in Eve (1931), objavljenem posthumno.
Zgodba C. L. Moore iz leta 1940 Sadje znanja je ponovitev Padca človeka kot ljubezenskega trikotnika med Lilit, Adamom in Evo - pri čemer je Eve jedla prepovedano sadje v tej različici rezultat napačnih manipulacij ljubosumne Lilit, ki je upala, da bo njeno tekmico Bog diskreditiral in uničil ter si tako povrnila Adamovo ljubezen.
V glasbenem filmu Otroci raja Stephena Schwartza iz leta 1991 'Oče' (Bog) hkrati ustvari Adama in Evo in ju ima za svoja otroka. Pomagata mu celo pri poimenovanju živali. Ko Evo premami kača in poje prepovedani sadež, oče ukaže Adamu, naj izbira med njim in Ednom ali Evo. Adam izbere Evo in poje sadje, zaradi česar ju oče odžene v puščavo in uniči Drevo spoznanja, iz katerega Adam izreže palico. Eva rodi Kajna in Abla, Adam pa otrokom prepove, da bi šla onkraj slapa v upanju, da jim bo oče odpustil in jih vrnil v Eden. Ko Kajn in Abel odrasteta, Kajn prekrši svojo obljubo in prestopi slap ter najde orjaške kamne drugih ljudi, ki jih pripelje družini na ogled in Adam razkrije svoje odkritje iz preteklosti: v povojih je odkril te ljudje, vendar so to skrivali. Kajnu skuša prepovedati, da bi jih iskal, kar povzroči, da se Kajn razjezi in poskuša napasti Adama, vendar namesto tega svoj bes obrne proti Ablu, ko ga skuša ustaviti in ga ubije. Kasneje, ko poskuša starejša Eva govoriti z očetom, pove, kako je Adam nenehno iskal Kajna in po mnogih letih umre in je pokopan pod slapom. Eva je rodila tudi Seta, ki je razširil njeno in Adamovo generacijo. Preden umre, blagoslovi vse svoje prihodnje generacije in Adamovo palico preda Setu. Oče objame Evo in tudi ona se združi z Adamom in Abelom. Pri manjših igralskih zasedbah imajo igralci običajno vlogo kot Adam in Eva, podvojena kot Noe in Mama Noe.
V romanu Blake's Progress Raya Nelsona pesnik William Blake in njegova žena Kate potujeta do konca časa, kjer jima demonski Urizen ponudi svojo lastno interpretacijo biblijske zgodbe: »Na tej sliki vidite Adama in Evo, ki poslušata modrost njunega dobrega prijatelja in svetovalca, kače. Lahko bi celo rekli, da je bil njihov Odrešenik. Dal jima je svobodo in bi jima dal večno življenje, če bi mu bilo dovoljeno.«
John William Stric Jack Dey je naslikal Adama in Evo, kako zapuščata Eden (1973), z uporabo stripa in črt v čisti barvi, spomni na Ednovo bujno okolico.
V znanstveno-fantastičnem romanu C. S. Lewisa Perelandra je zgodba o Adamu in Evi uprizorjena na planetu Venera - vendar z drugačnim koncem. Par z zeleno kožo, ki naj bi bil prednik venerinega človeštva, živi nag nedolžen na čudovitih plavajočih otokih, ki so venerin raj; z vesoljsko ladjo prispe demonsko obseden zemeljski znanstvenik, ki deluje kot del kače in poskuša zmamiti Evo, da ne bi  ubogala Boga; toda glavni junak, učenjak iz Cambridgea Ransom, mu uspe preprečiti, tako da bo imelo venerino človeštvo čudovito prihodnost brez izvirnega greha.

## Slike
- Zgodnjekrščanska upodobitev Adama in Eve v katakombah Marcelina in Petra
- Detajl vitražnega okna (12. stoletje) v stolnici Saint-Julien - Le Mans, Francija
- Prikaz Padca v Kunsthalle Hamburgu, mojster Bertram, 1375-1383, 1375-1383
- Adam in Eva, gravura Albrecht Dürer, 1504 (National Gallery of Art)
- Adam in Eva, Albrecht Dürer, 1507
- Adam in Eva v raju (Padec), Eva daje Adamu prepovedani sad, Lucas Cranach starejši, 1533
- Adam in Eva iz kopije Falname, pripisane Ja'far al-Sadiq, c. 1550, Safavidi, Iran
- Adam in Eva, Tizian, c. 1550
- Adam in Eva, Maarten van Heemskerck, 1550
- Adam in Eva, gnana iz raja , James Tissot, c. 1896-1902
- Adam in Eva upodobljena na freski v cerkvi Abreha wa Atsbeha v Etiopiji
- 1896 ilustracija Eve, ki je Adamu predala prepovedani sad
- Adam in Eva, Frank Eugene, posneto 1898, objavljeno v delu Camera Work št.. 30, 1910
- Adam in Eva, Francois Lemoyne, 1730-ta
- Adam in Eva, Franz Stuck, 1920